# درازلار، بارتین
درازلار (به ترکی استانبولی: Dırazlar) یک منطقهٔ مسکونی در ترکیه است که در بارتین واقع شده‌است. درازلار ۸۲۱ نفر جمعیت دارد.